# Сања Бурић
Сања Бурић (Сарајево 10. март 1973 — Сарајево 14. септембар 2021) била је босанскохерцеговачка глумица и професор на сарајевској Академији сценских уметности.

## Биографија
Рођена је 1973. године у Сарајеву, а студирала је на Академији сценских уметности у Сарајеву где је и дипломирала. Постдипломске студије завршила је у Међународној глумачкој школи „Жак Лекок” и на Корс Флоренту у Паризу. На предмету покрет на Академији сценских уметности у Сарајеву предавала је од 2018. до 2020. године. На Универзитету у Сарајеву обављала је функцију професорке уметности.
Остварила је улоге у ТВ серијама Виза за будућност, Црна хроника и филмовима као што су Код амиџе Идриза и Добро уштимани мртваци. Поред рада на филмовима и серијама остварила је позоришне улоге у Народном позоришту Сарајево, Босанском народном позоришту у Зеници, Каменом театру 55, Отвореној сцени ОБАЛА и Позоришту младих Сарајево.
Преминула је 14. септембра 2021. године у Сарајеву од последица можданог удара, а сахрањена је на градском гробљу Влаково.

## Филмографија
| Год.       | Назив                           | Улога              |
| ---------- | ------------------------------- | ------------------ |
| 1990-е     |                                 |                    |
| 1997.      | Добродошли у Сарајево           | Алма               |
| 2000-е     |                                 |                    |
| 2002.      | 10 минута                       | Сања               |
| 2003.      | Лето у златној долини           | случајни пролазник |
| 2003.      | Виза за будућност               | Дијана             |
| 2004.      | Notre musique                   |                    |
| 2004.      | Код амиџе Идриза                | Сејла              |
| 2005.      | Исплата                         |                    |
| 2005.      | Добро уштимани мртваци          | Превејалка         |
| 2002—2005. | Виза за будућност               | Дијана             |
| 2004—2006. | Црна хроника                    | Аида               |
| 2006.      | Грбавица : Земља мојих снова    | Мирха              |
| 2007.      | Тешко је бити фин               | гатара             |
| 2010-е     |                                 |                    |
| 2010.      | На путу                         | шефица Дрековића   |
| 2010.      | Као да нисам                    | медицинска сестра  |
| 2015.      | Босански сан                    | Јасна              |
| 2019.      | Одведи ме на неко лијепо мјесто | Алмина мајка       |
| 2019.      | Пун месец                       |                    |